# Светско првенство у атлетици у дворани 2012 — 3.000 метара за мушкарце
Трка на 3.000 метара у мушкој конкуренцији на Светском првенству у атлетици 2012. у Истанбулу одржана је 10. и 11. марта у Атлетској арени Атакуј.
Бернард Лагат из САД одбранио је титулу освојену у Дохи 2010.

## Земље учеснице
Учествовао је 21 такмичара из 16 земаља.
1. Азербејџан (1)
2. Аустралија (1)
3. Бахреин (2)
4. Етиопија (2)
5. Јужноафричка Република (1)
6. Кенија (2)
7. Мексико (1)
8. Немачка (1)
9. Руанда (1)
10. САД (2)
11. Танзанија (1)
12. Турска (1)
13. Уједињено Краљевство (1)
14. Уганда (1)
15. Француска (2)
16. Шпанија (1)

## Победници
|                   |                             |                   |
| Бернард Лагат САД | Огастин Кипроно Чоге Кенија | Едвин Соји Кенија |

## Рекорди пре почетка Светског првенства 2012.
Стање 8. март 2012. 
| Светски рекорд             | 7:24,90 | Данијел Комен, Кенија                                    | Будимпешта, Мађарска | 6. фебруар 1998.  |
| Рекорд светских првенстава | 7:34,71 | Хаиле Гебрселасије, Етиопија                             | Париз, Француска     | 9. март 1997.     |
| Најбољи резултат сезоне    | 7:29,94 | Огастин Кипроно Чоге, Кенија · Едвин Черијот Сои, Кенија | Карлсруе, Немачка    | 12. фебруар 2012. |
| Афрички рекорд             | 7:24,90 | Данијел Комен, Кенија                                    | Будимпешта, Мађарска | 6. фебруар 1998.  |
| Азијски рекорд             | 7:39,77 | Саиф Сајед Шахин, Катар                                  | Патаја, Тајланд      | 11. фебруар 2006. |
| Северноамерички рекорд     | 7:32,43 | Бернард Лагат, САД                                       | Бирмингем, УК        | 17. фебруар 2007. |
| Јужноамерички рекорд       | 7:49,46 | Jacinto Navarrete, Бразил                                | Севиља, Шпанија      | 10. март 1991.    |
| Европски рекорд            | 7:32,41 | Серхио Санчез, Шпанија                                   | Валенција, Шпанија   | 13. фебруар 2010. |
| Океанијски рекорд          | 7:34,50 | Крег Мотрам, Аустралија                                  | Бостон, САД          | 26. јануар 2008.  |

### Најбољи резултати у 2012. години
Десет најбољих атлетичара године на 3.000 метара у дворани пре првенства (8. марта 2012), имале су следећи пласман.
| 1  | Огастин Кипроно Чоге    | Кенија               | 7:29,94 | 12. фебруар |
| 1  | Едвин Черијот Сои       | Кенија               | 7:29,94 | 12. фебруар |
| 3  | Јенев Аламирев          | Етиопија             | 7:31,23 | 12. фебруар |
| 4  | Елијуд Кипчоге          | Кенија               | 7:32,03 | 12. фебруар |
| 5  | Ајзеја Киплангат Коеч   | Кенија               | 7:32,89 | 14. фебруар |
| 6  | Дејен Гебремескел       | Етиопија             | 7:34,14 | 23. фебруар |
| 7  | Томас Пкемеји Лонгосива | Етиопија             | 7:34,81 | 14. фебруар |
| 8  | Калеб Мванганги Ндику   | Кенија               | 7:35,42 | 23. фебруар |
| 9  | Тарику Бекеле           | Етиопија             | 7:37,0  | 18. фебруар |
| 10 | Мохамед Фара            | Уједињено Краљевство | 7:37,4  | 18. фебруар |
| 10 | Мозиз Кипсиро           | Уганда               | 7:37,4  | 18. фебруар |

Такмичари чија су имена подебљана учествовали су на СП 2012.

## Квалификационе норме
| дворана | отворено                       |
| 7:54,00 | 7:44,00 или 13:19.00 (5.000 м) |

## Сатница
| Датум         | Време | Ниво          |
| ------------- | ----- | ------------- |
| 9. март 2012  | 19,05 | Квалификације |
| 11. март 2012 | 15:10 | Финале        |

## Резултати

### Квалификације
Такмичари су били подељени у две групе, а за финале су се квалификовала четворица првопласираних из сваке групе (КВ) и четири према постигнутом резултату (кв).,
| Плас. | Група | Атлетичар            | Земља                  | Резултат | Белешка |
| ----- | ----- | -------------------- | ---------------------- | -------- | ------- |
| 1     | 1     | Едвин Черијот Сои    | Кенија                 | 7:49,49  | КВ      |
| 2     | 1     | Крег Мотрам          | Аустралија             | 7:49,62  | КВ, ЛРС |
| 3     | 1     | Мозиз Кипсиро        | Уганда                 | 7:49,71  | КВ      |
| 4     | 1     | Јенев Аламирев       | Етиопија               | 7:49,92  | КВ      |
| 5     | 1     | Лопез Ломонг         | САД                    | 7:50,36  | кв, ЛРС |
| 6     | 1     | Јоан Ковал           | Француска              | 7:50,47  | кв      |
| 7     | 1     | Арне Габијус         | Немачка                | 7:50,70  | кв      |
| 8     | 1     | Елрој Џелант         | Јужноафричка Република | 7:52,35  | кв, ЛР  |
| 9     | 1     | Билисума Шуги Геласа | Бахреин                | 7:53,62  |         |
| 10    | 1     | Хуан Луис Бариос     | Мексико                | 7:54,07  | НР      |
| 11    | 2     | Огастин Кипроно Чоге | Кенија                 | 7:57,49  | КВ      |
| 12    | 2     | Мохамед Фара         | Уједињено Краљевство   | 7:57,59  | КВ      |
| 13    | 2     | Бернард Лагат        | САД                    | 7:57,68  | КВ      |
| 14    | 2     | Дејен Гебремескел    | Етиопија               | 7:57,69  | КВ      |
| 15    | 2     | Хајле Ибрахимов      | Азербејџан             | 7:57,79  |         |
| 16    | 2     | Јоан Диран           | Француска              | 7:59,10  |         |
| 17    | 2     | Виктор Гарсија       | Шпанија                | 7:59,85  |         |
| 18    | 2     | Полат Кембоји Арикан | Турска                 | 8:02,37  |         |
| 19    | 2     | Алему Бекеле         | Бахреин                | 8:02,83  |         |
| 20    | 2     | Роберт Кајуга        | Руанда                 | 8:07,44  | ЛР      |
| 21    | 2     | Корнелијус Панга     | Танзанија              | 8:15,20  | ЛР      |

### Финале
Финална трка је стартовала 11. 3. 2012. у 15:10.
| Поз. | Атлетичар            | Земља                  | Резултат | Белешка |
| ---- | -------------------- | ---------------------- | -------- | ------- |
|      | Бернард Лагат        | САД                    | 7:41,44  | ЛР      |
|      | Огастин Кипроно Чоге | Кенија                 | 7:41,77  |         |
|      | Едвин Черијот Сои    | Кенија                 | 7:41,78  |         |
| 4    | Мохамед Фара         | Уједињено Краљевство   | 7:41,79  |         |
| 5    | Дејен Гебремескел    | Етиопија               | 7:42,60  |         |
| 6    | Лопез Ломонг         | САД                    | 7:44,16  | ЛР      |
| 7    | Мозиз Кипсиро        | Уганда                 | 7:44,59  |         |
| 8    | Арне Габијус         | Немачка                | 7:45,01  |         |
| 9    | Јенев Аламирев       | Етиопија               | 7:45,15  |         |
| 10   | Јоан Ковал           | Француска              | 7:47,81  |         |
| 11   | Крег Мотрам          | Аустралија             | 7:48,23  | ЛРС     |
| 12   | Елрој Џелант         | Јужноафричка Република | 7:48,64  | НР      |

### Пролазна времена
| Дистанца | Такмичар             | Земља  | Време   |
| -------- | -------------------- | ------ | ------- |
| 1.000 м  | Огастин Кипроно Чоге | Кенија | 2:38,45 |
| 2.000 м  | Едвин Черијот Сои    | Кенија | 5:16,92 |